# بیرشتاین
بیرشتاین (به آلمانی: Birstein) یک شهر در آلمان است که در ماین-کینتسیگ واقع شده‌است. بیرشتاین ۶٬۵۳۹ نفر جمعیت دارد.